# Club Atlético Camioneros Córdoba
El Club Atlético Camioneros Córdoba, conocido comúnmente como Camioneros Córdoba o simplemente Camioneros, es un club deportivo de la ciudad de Córdoba, Argentina. Fue fundado el 11 de marzo de 2017 y juega en la Primera División de la Liga Cordobesa de Fútbol.

## Historia
La institución nació en 2017 y cuenta con más de 700 deportistas en las disciplinas de fútbol, futsal, básquetbol y rugby, aunque la más popular es la primera, con la que compite en la primera división local de Córdoba.
En su primer torneo en 2018, logró el ascenso de la segunda a la primera categoría de la Liga Cordobesa de Fútbol. En su tercera participación en la máxima divisional local, consiguió la clasificación al Torneo Regional Federal Amateur. Sin embargo, en su única participación, no superó la primera fase.

## Rivalidades
El club mantiene una rivalidad con el Club Atlético Amsurrbac. Este enfrentamiento, entre dos equipos de la zona sur de la ciudad, es conocido como El clásico de los sindicatos.

## Fútbol femenino
La división femenina del club también juega en la Liga Cordobesa. Tras ser campeón en 2023, disputó la Copa Federal 2024, donde cayó ante Independiente de Primera División.
La máxima goleadora del club es Daniela Servetti, que en las temporadas 2019 y 2021 anotó 108 goles.

## Palmarés
| Títulos locales (1) | Títulos locales (1) | Títulos locales (1) |
| Competición         | Títulos             |                     |
| ------------------- | ------------------- | ------------------- |
| Primera A (LCF)     | 2023.               |                     |